# Fantastic Star
Fantastic Star je deváté sólové studiové album britského zpěváka Marca Almonda, vydané v únoru 1996 u vydavatelství Some Bizzare Records a Mercury Records. Produkovali jej Mike Thorne, Martyn Ware a Mike Hedges. Vedle jiných se na albu podíleli například John Cale, David Johansen nebo Chris Spedding.

## Seznam skladeb
| Pořadí | Název                                      | Autor                             | Délka |
| ------ | ------------------------------------------ | --------------------------------- | ----- |
| 1.     | Caged                                      | Marc Almond, Neal Whitmore        | 5:38  |
| 2.     | Out There                                  | Almond                            | 5:37  |
| 3.     | We Need Jealousy                           | Almond, Steve Nieve               | 4:07  |
| 4.     | The Idol (Parts 1 & 2 All Gods Fall)       | Almond, Whitmore                  | 9:03  |
| 5.     | Baby Night Eyes                            | Almond, Nieve                     | 3:39  |
| 6.     | Adored and Explored                        | Almond, John Coxon                | 3:53  |
| 7.     | Child Star                                 | Almond, Whitmore                  | 4:04  |
| 8.     | Looking for Love (In All the Wrong Places) | Almond                            | 5:43  |
| 9.     | Addicted                                   | Almond, Coxon                     | 4:07  |
| 10.    | The Edge of Heartbreak                     | Almond, Coxon                     | 4:49  |
| 11.    | Love to Die For                            | Almond                            | 4:02  |
| 12.    | Betrayed                                   | Almond, Coxon                     | 3:20  |
| 13.    | On the Prowl                               | Almond, Whitmore                  | 3:53  |
| 14.    | Come in Sweet Assassin                     | Almond                            | 4:59  |
| 15.    | Brilliant Creatures                        | Almond, Whitmore                  | 5:28  |
| 16.    | Shining Brightly                           | Almond, Jane Rollink, Kevin White | 4:31  |

## Obsazení
- Marc Almond – zpěv, syntezátory
- Neal X – kytara
- Rick Shaffer – kytara
- Chris Spedding – kytara
- David Johansen – harmonika v „We Need Jealousy“, „Adored and Explored“ a „Love to Die For“
- John Cale – klavír v „Love to Die For“
- Andy Ross – kytara v „The Edge of Heartbreak“
- Jeremy Stacy – perkuse „The Edge of Heartbreak“